# المعيار الدولي لتدابير الصحة النباتية رقم 15

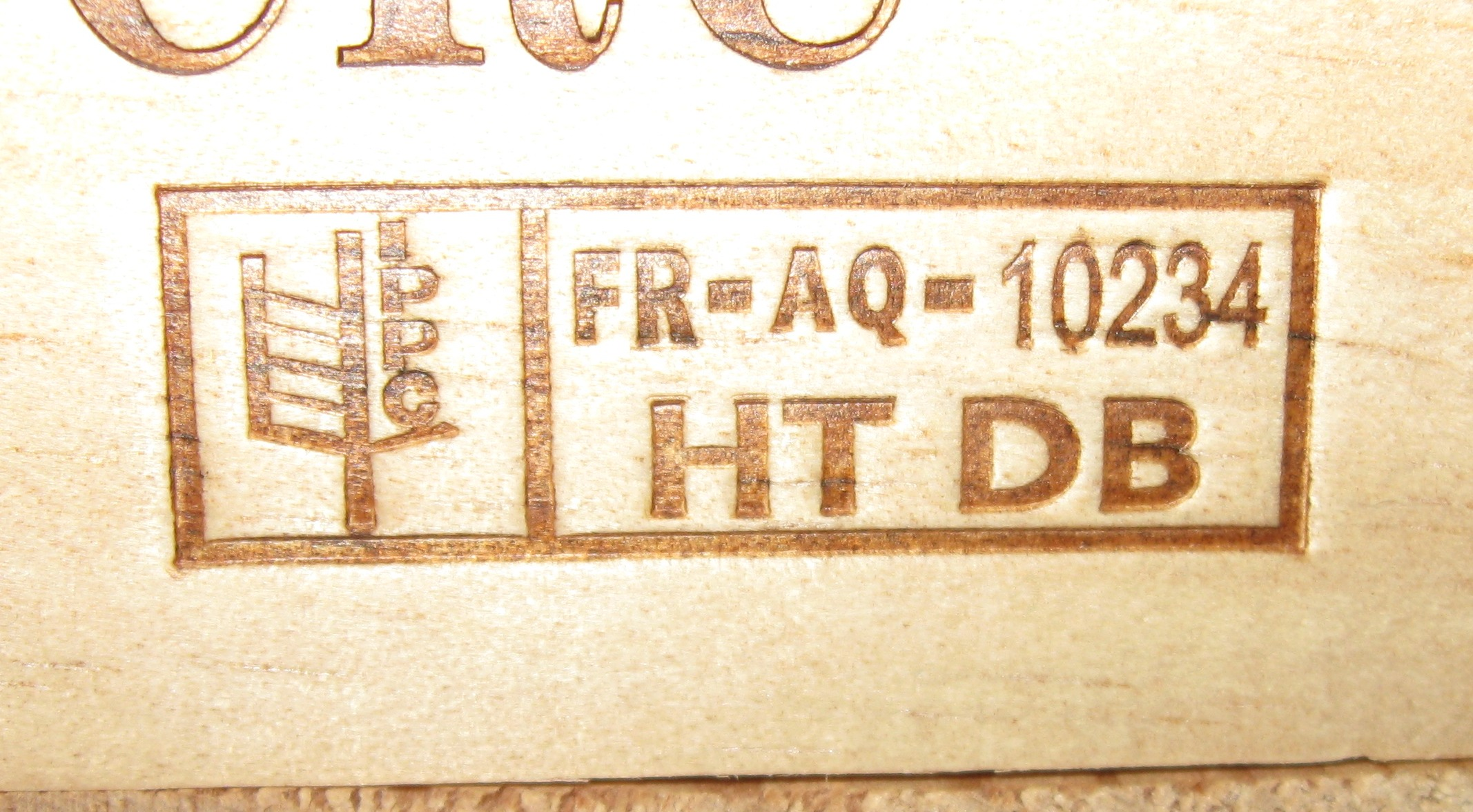
صورة لختم المعيار الدولي لتدابير الصحة النباتية

المعيار الدولي لتدابير الصحة النباتية رقم 15 (ISPM 15) هو التدابير الدولية لصحة النبات طورتها اتفاقية وقاية النباتات الدولية التي تتطرق مباشرةً إلى الحاجة إلى معالجة المواد الخشبية التي يزيد سمكها عن 6 مم، المستخدمة لشحن المنتجات بين البلدان. الغرض الرئيسي منه هو منع النقل الدولي للأمراض والحشرات وانتشارها، والتي يمكن أن تؤثر سلبًا على النباتات أو النظم الإيكولوجية. يؤثر معيار آي إس بيّ إم 15 على جميع مواد التعبئة الخشبية (الطبليّات، والصناديق، وأخشاب فرش الشحنة، إلخ) ويتطلب نزع لحائها ثم معالجتها حراريًا أو تبخيرها ببروميد الميثيل وختمها أو وسمها بعلامة مطابقة. تُعرف علامة المطابقة هذه بالعامية باسم «ختم القمح». تعفى المواد المصنعة من مواد بديلة، مثل منتجات الورق والبلاستيك أو الألواح الخشبية (مثل الألواح المقوية المموجة (أو إس بي)، والخشب المضغوط والخشب الرقائقي) من معيار آي إس بيّ إم.